# Desmodium filiforme
Desmodium filiforme là một loài thực vật có hoa trong họ Đậu. Loài này được Zoll. & Moritzi miêu tả khoa học đầu tiên.